# Тайфунник галапагоський
Тайфу́нник галапагоський (Pterodroma phaeopygia) — вид буревісникоподібних птахів родини буревісникових (Procellariidae). Мешкає на сході Тихого океану, гніздовий ендемік Галапагоських островів. Раніше вважався конспецифічним з гавайським тайфунником.

## Опис

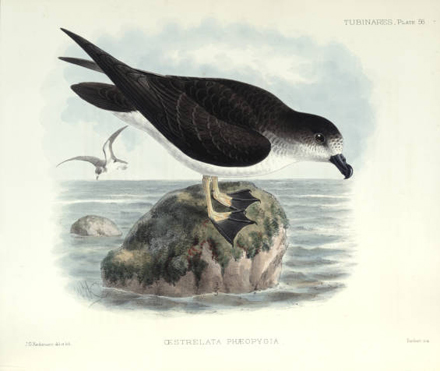
Галапагоський тайфунник

Галапагоський тайфунник — великий морський птах, середня довжина якого становить 43 см, вага 420 г. Верхня частина голови і обличчя навколо очей у нього чорнувато-коричневі, лоб, обличчя і решта голови білі. Верхня частина тіла і хвіст темно-сірувато-коричневі, на надхвісті з боків є білі смуги. Нижня частина тіла біла, на грудях з боків сірувато-коричневі плями. Нижня сторона крил біла з чорними краями і кінчиками, від згину крила до його центра ідуть темні смуги. Дзьоб чорний, лапи рожеві, знизу чорні. Загалом забарвлення птаха є майже ідентичним до забарвлення гавайського тайфунника, однак вирізняється наявністю на лобі кількох чорних плям ті дещо довшими крилами, лапами і дзьобом.

## Поширення і екологія
Галапагоські тайфунники гніздяться на островах Галапагоського архіпелагу, утворюють гніздові колонії на островах Сан-Кристобаль, Санта-Крус, Сантьяґо, Флореана та Ісабела, можливо, також на інших островах. Вони зустрічаються переважно у водах Галапагоського морського заповідника, однак під час негніздового періоду вони широко зустрічаються в тропічних водах на сході Тихого океану, від Мексики до Перу.
Галапагоські тайфунники ведуть пелагічний спосіб життя, живляться кальмарами, рибою і ракоподібними. Птахи шукають їжу переважно вночі. Сезон розмноження в різних гніздових колоніях триває у різний час — на островах Санта-Крус і Сантьяґо він триває з березня по січень, на Ісабелі з кінця квітня по січень, на Флореані з жовтня по серпень, на острові Сан-Кристобаль з травня по жовтень. На початку сезону розмноження галапагоські тайфунники повертаються до місць гніздування — вулканічних плато, розташованих на висоті від 300 до 900 м над рівнем моря, порослих папоротями і міконіями (Miconia), до вони риють нори в ґрунті або гніздяться в тріщинах серед скель. Перед відкладанням яйця пара птахів відлітає в море, де активно шукають їжу, готуючись до насиджування. В кладці 1 біле яйце овальної форми, інкубаційний період триває 90 днів. Насиджують і самиці, і самці, підміняючи один одного кожні 12 днів. 

## Збереження
МСОП класифікує цей вид як такий, що перебуває на межі зникнення. За оцінками дослідників, станом на 2008 рік загальна популяція галапагоських тайфунників становила від 10 до 20 тисяч птахів. Їм загрожує хижацтво з боку інтродукованих хижих ссавців, зокрема щурів, кішок і свиней.